# Samantha Stosur
Samantha Jane Stosur (Brisbane, 30 maart 1984) is een tennisspeelster uit Australië. Stosur begon met tennis toen zij acht jaar oud was. Haar favoriete ondergrond is hardcourt. Zij speelt rechtshandig en heeft een tweehandige backhand.

## Loopbaan
Zij was in het eerste deel van haar tenniscarrière vooral succesvol als dubbelspeelster en bereikte op 6 februari 2006 de nummer één positie op de WTA-vrouwendubbelspelranglijst. In 2005–2007 won zij 22 dubbelspeltitels, waarvan twintig met de Amerikaanse Lisa Raymond. Zij wonnen samen het US Open 2005 en Roland Garros 2006. Haar derde grandslamtitel in het vrouwendubbelspel veroverde zij op het Australian Open 2019, samen met de Chinese Zhang Shuai.
In 2005 won zij het gemengd dubbelspel van het Australian Open met Scott Draper. Twee verdere titels in het gemengd dubbelspel won zij op Wimbledon, eenmaal in 2008 met de Amerikaan Bob Bryan en andermaal in 2014 met de Serviër Nenad Zimonjić. Als wildcard-speelster bereikte zij op het Australian Open 2021 nog de finale, met landgenoot Matthew Ebden aan haar zijde – zij verloren de titelstrijd van Barbora Krejčíková (Tsjechië) en Rajeev Ram (VS).
In het enkelspel behaalde Stosur haar eerste grandslamtitel op het US Open 2011, door Serena Williams in twee sets te verslaan. Hiermee werd zij de eerste Australische vrouw sinds Margaret Court (1973) die deze titel won.
In de periode 2003–2019 maakte Stosur deel uit van het Australische Fed Cup-team – zij behaalde daar een winst/verlies-balans van 37–21. In 2014 bereikte zij de halve finale van de Wereldgroep I door in de eerste ronde het Russische team te verslaan – in de halve finale moesten zij evenwel hun meerdere erkennen in de Duitse dames. In 2019 bereikte zij de finale van de Wereldgroep I door in de halve finale het team uit Wit-Rusland te verslaan – in november namen zij het in de finale op tegen de Françaises, die hen in de beslissende dubbelspel-rubber de baas waren.

## Speelstijl
Stosur staat bekend om haar sterke kick service en de zogeheten 'American Twist'-service. Bij haar kick service produceert zij extreem veel topspin, waardoor de bal na de stuit erg hoog opspringt en dat maakt het lastig voor haar tegenstandster om deze te retourneren. Bij de 'American Twist'-service van Stosur slaat zij de bal met een bepaald effect het servicevak in, maar na de stuit verandert de bal opeens van richting. Daarnaast staat zij erom bekend een van de beste tweede services te hebben in het vrouwentennis. Van haar baseline-slagen is haar forehand, die zij met veel topspin slaat, haar voornaamste wapen. Haar backhand is minder solide, maar erg verbeterd over de jaren heen. Zij slaat ook regelmatig slice backhands om te verdedigen. Daarnaast is Stosur aan het net zeer solide – door haar langjarige dubbelspelervaring is zij een gedegen volleerder, en zij heeft een sterke smash die zelden mist. Haar grootste zwakte ligt op het mentale vlak – dit is te zien aan de slechte balans in WTA-finales: zij won slechts drie titels in veertien finales. Ook heeft zij moeite om te presteren in haar eigen Australië – in 2012 wist zij slechts één partij te winnen op eigen bodem en ook in voorgaande jaren zette zij matige prestaties neer in eigen land.

## Posities op deWTA-ranglijst
Positie per einde seizoen:
| jaar | rang enkelspel | rang dubbelspel |
| ---- | -------------- | --------------- |
| 2000 | 682            | –               |
| 2001 | 276            | 292             |
| 2002 | 265            | 131             |
| 2003 | 153            | 141             |
| 2004 | 65             | 53              |
| 2005 | 46             | 2               |
| 2006 | 29             | 1               |
| 2007 | 47             | 5               |
| 2008 | 52             | 14              |
| 2009 | 13             | 7               |
| 2010 | 6              | 35              |
| 2011 | 6              | 33              |
| 2012 | 9              | 107             |
| 2013 | 18             | 47              |
| 2014 | 23             | 67              |
| 2015 | 27             | 62              |
| 2016 | 21             | 124             |
| 2017 | 41             | 98              |
| 2018 | 72             | 69              |
| 2019 | 96             | 12              |
| 2020 | 112            | 31              |
| 2021 | 378            | 16              |

## Palmares
| Legenda                | Legenda                  |
| ---------------------- | ------------------------ |
| Grandslamtoernooi      |                          |
| Olympische Spelen      |                          |
| Year-End Championships |                          |
| tot 2009               | 2009 – 2020 / vanaf 2021 |
| Tier I                 | Premier Mandatory        |
| Tier II                | Premier Five / WTA 1000  |
| Tier III               | Premier / WTA 500        |
| Tier IV & V            | International / WTA 250  |
|                        | Challenger / WTA 125     |

### WTA-finaleplaatsen enkelspel
| nr.              | finale     | toernooi                | ondergrond | tegenstandster      | score         |         |
| ---------------- | ---------- | ----------------------- | ---------- | ------------------- | ------------- | ------- |
| gewonnen finales |            |                         |            |                     |               |         |
| 01.              | 2009-10-18 | WTA Japan (Osaka)       | hardcourt  | Francesca Schiavone | 7-5, 6-1      | details |
| 02.              | 2010-04-18 | WTA Charleston          | gravel     | Vera Zvonarjova     | 6-0, 6-3      | details |
| 03.              | 2011-09-11 | US Open                 | hardcourt  | Serena Williams     | 6-2, 6-3      | details |
| 04.              | 2013-08-04 | WTA Carlsbad            | hardcourt  | Viktoryja Azarenka  | 6-2, 6-3      | details |
| 05.              | 2013-10-13 | WTA Japan (Osaka)       | hardcourt  | Eugenie Bouchard    | 3-6, 7-5, 6-2 | details |
| 06.              | 2014-10-12 | WTA Japan (Osaka)       | hardcourt  | Zarina Diyas        | 7-6, 6-3      | details |
| 07.              | 2015-05-23 | WTA Straatsburg         | gravel     | Kristina Mladenovic | 3-6, 6-2, 6-3 | details |
| 08.              | 2015-07-26 | WTA Bad Gastein         | gravel     | Karin Knapp         | 3-6, 7-6, 6-2 | details |
| 09.              | 2017-05-27 | WTA Straatsburg         | gravel     | Darja Gavrilova     | 5-7, 6-4, 6-3 | details |
| verloren finales |            |                         |            |                     |               |         |
| 01.              | 2005-01-08 | WTA Gold Coast          | hardcourt  | Patty Schnyder      | 6-1, 3-6, 5-7 | details |
| 02.              | 2005-01-15 | WTA Sydney              | hardcourt  | Alicia Molik        | 7-6, 4-6, 5-7 | details |
| 03.              | 2006-05-08 | WTA Praag               | gravel     | Shahar Peer         | 6-4, 2-6, 1-6 | details |
| 04.              | 2008-09-28 | WTA Seoel               | hardcourt  | Maria Kirilenko     | 6-2, 1-6, 4-6 | details |
| 05.              | 2009-08-09 | WTA Los Angeles         | hardcourt  | Flavia Pennetta     | 4-6, 3-6      | details |
| 06.              | 2010-05-02 | WTA Stuttgart           | gravel     | Justine Henin       | 4-6, 6-2, 1-6 | details |
| 07.              | 2010-06-05 | Roland Garros           | gravel     | Francesca Schiavone | 4-6, 6-7      | details |
| 08.              | 2011-05-15 | WTA Rome                | gravel     | Maria Sjarapova     | 2-6, 4-6      | details |
| 09.              | 2011-08-14 | WTA Toronto             | hardcourt  | Serena Williams     | 4-6, 2-6      | details |
| 10.              | 2011-10-16 | WTA Japan (Osaka)       | hardcourt  | Marion Bartoli      | 3-6, 1-6      | details |
| 11.              | 2012-02-19 | WTA Doha                | hardcourt  | Viktoryja Azarenka  | 1-6, 2-6      | details |
| 12.              | 2012-10-21 | WTA Moskou              | hardcourt  | Caroline Wozniacki  | 2-6, 6-4, 5-7 | details |
| 13.              | 2013-10-20 | WTA Moskou              | hardcourt  | Simona Halep        | 6-7, 2-6      | details |
| 14.              | 2013-11-03 | Tournament of Champions | hardcourt  | Simona Halep        | 6-2, 2-6, 2-6 | details |
| 15.              | 2016-04-30 | WTA Praag               | gravel     | Lucie Šafářová      | 6-3, 1-6, 4-6 | details |
| 16.              | 2019-09-21 | WTA Guangzhou           | hardcourt  | Sofia Kenin         | 7-6, 4-6, 2-6 | details |

### WTA-finaleplaatsen dubbelspel
| nr.                                 | finale     | toernooi          | ondergrond    | partner              | tegenstandsters                                    | score            |         |
| ----------------------------------- | ---------- | ----------------- | ------------- | -------------------- | -------------------------------------------------- | ---------------- | ------- |
| gewonnen finales vrouwendubbelspel  |            |                   |               |                      |                                                    |                  |         |
| 01.                                 | 2005-01-15 | WTA Sydney        | hardcourt     | Bryanne Stewart      | Jelena Dementjeva Ai Sugiyama                      | walk-over        | details |
| 02.                                 | 2005-04-10 | WTA Amelia Island | gravel        | Bryanne Stewart      | Květa Peschke Patty Schnyder                       | 6-4, 6-2         | details |
| 03.                                 | 2005-08-27 | WTA New Haven     | hardcourt     | Lisa Raymond         | Maria Kirilenko Gisela Dulko                       | 6-2, 6-7, 6-1    | details |
| 04.                                 | 2005-09-10 | US Open           | hardcourt     | Lisa Raymond         | Jelena Dementjeva Flavia Pennetta                  | 6-2, 5-7, 6-3    | details |
| 05.                                 | 2005-10-02 | WTA Luxemburg     | hardcourt     | Lisa Raymond         | Cara Black Rennae Stubbs                           | 7-5, 6-1         | details |
| 06.                                 | 2005-10-16 | WTA Moskou        | tapijt (i)    | Lisa Raymond         | Cara Black Rennae Stubbs                           | 6-2, 6-4         | details |
| 07.                                 | 2005-11-13 | WTA Championships | hardcourt     | Lisa Raymond         | Cara Black Rennae Stubbs                           | 6-7, 7-5, 6-4    | details |
| 08.                                 | 2006-02-05 | WTA Tokio         | tapijt        | Lisa Raymond         | Cara Black Rennae Stubbs                           | 6-2, 6-1         | details |
| 09.                                 | 2006-02-25 | WTA Memphis       | hardcourt     | Lisa Raymond         | Viktoryja Azarenka Caroline Wozniacki              | 7-6, 6-3         | details |
| 10.                                 | 2006-03-18 | WTA Indian Wells  | hardcourt     | Lisa Raymond         | Virginia Ruano Pascual Meghann Shaughnessy         | 6-2, 7-5         | details |
| 11.                                 | 2006-04-01 | WTA Miami         | hardcourt     | Lisa Raymond         | Liezel Huber Martina Navrátilová                   | 6-4, 7-5         | details |
| 12.                                 | 2006-04-16 | WTA Charleston    | gravel        | Lisa Raymond         | Virginia Ruano Pascual Meghann Shaughnessy         | 3-6, 6-1, 6-1    | details |
| 13.                                 | 2006-06-10 | Roland Garros     | gravel        | Lisa Raymond         | Daniela Hantuchová Ai Sugiyama                     | 6-3, 6-2         | details |
| 14.                                 | 2006-10-08 | WTA Stuttgart     | hardcourt     | Lisa Raymond         | Cara Black Rennae Stubbs                           | 6-3, 6-4         | details |
| 15.                                 | 2006-10-29 | WTA Linz          | hardcourt     | Lisa Raymond         | Corina Morariu Katarina Srebotnik                  | 6-3, 6-0         | details |
| 16.                                 | 2006-11-05 | WTA Hasselt       | hardcourt     | Lisa Raymond         | Eléni Daniilídou Jasmin Wöhr                       | 6-2, 6-3         | details |
| 17.                                 | 2006-11-12 | WTA Championships | hardcourt     | Lisa Raymond         | Cara Black Rennae Stubbs                           | 3-6, 6-3, 6-3    | details |
| 18.                                 | 2007-02-04 | WTA Tokio         | hardcourt     | Lisa Raymond         | Vania King Rennae Stubbs                           | 7-6, 3-6, 7-5    | details |
| 19.                                 | 2007-03-17 | WTA Indian Wells  | hardcourt     | Lisa Raymond         | Chan Yung-jan Chuang Chia-jung                     | 6-3, 7-5         | details |
| 20.                                 | 2007-04-03 | WTA Miami         | hardcourt     | Lisa Raymond         | Liezel Huber Cara Black                            | 6-4, 3-6, [10-2] | details |
| 21.                                 | 2007-05-07 | WTA Berlijn       | gravel        | Lisa Raymond         | Tathiana Garbin Roberta Vinci                      | 6-3, 6-4         | details |
| 22.                                 | 2007-06-23 | WTA Eastbourne    | gras          | Lisa Raymond         | Květa Peschke Rennae Stubbs                        | 6-7, 6-4, 6-3    | details |
| 23.                                 | 2011-04-24 | WTA Stuttgart     | gravel        | Sabine Lisicki       | Kristina Barrois Jasmin Wöhr                       | 6-1, 7-6         | details |
| 24.                                 | 2013-10-20 | WTA Moskou        | hardcourt (i) | Svetlana Koeznetsova | Alla Koedrjavtseva Anastasia Rodionova             | 6-1, 1-6, [10-8] | details |
| 25.                                 | 2018-10-14 | WTA Hongkong      | hardcourt     | Zhang Shuai          | Shuko Aoyama Lidzija Marozava                      | 6-4, 6-4         | details |
| 26.                                 | 2019-01-25 | Australian Open   | hardcourt     | Zhang Shuai          | Tímea Babos Kristina Mladenovic                    | 6-3, 6-4         | details |
| 27.                                 | 2021-08-21 | WTA Cincinnati    | hardcourt     | Zhang Shuai          | Gabriela Dabrowski Luisa Stefani                   | 7-5, 6-3         | details |
| 28.                                 | 2021-09-12 | US Open           | hardcourt     | Zhang Shuai          | Cori Gauff Caty McNally                            | 6-3, 3-6, 6-3    | details |
| verloren finales vrouwendubbelspel  |            |                   |               |                      |                                                    |                  |         |
| 01.                                 | 2004-11-07 | WTA Québec        | hardcourt     | Els Callens          | Carly Gullickson María Emilia Salerni              | 5-7, 5-7         | details |
| 02.                                 | 2005-11-06 | WTA Philadelphia  | hardcourt     | Lisa Raymond         | Cara Black Rennae Stubbs                           | 4-6, 6-7         | details |
| 03.                                 | 2006-01-27 | Australian Open   | hardcourt     | Lisa Raymond         | Yan Zi Zheng Jie                                   | 6-2, 6-7, 3-6    | details |
| 04.                                 | 2006-08-26 | WTA New Haven     | hardcourt     | Lisa Raymond         | Yan Zi Zheng Jie                                   | 4-6, 2-6         | details |
| 05.                                 | 2008-07-05 | Wimbledon         | gras          | Lisa Raymond         | Serena Williams Venus Williams                     | 2-6, 2-6         | details |
| 06.                                 | 2008-09-07 | US Open           | hardcourt     | Lisa Raymond         | Liezel Huber Cara Black                            | 3-6, 6-7         | details |
| 07.                                 | 2008-09-21 | WTA Tokio         | hardcourt     | Lisa Raymond         | Vania King Nadja Petrova                           | 1-6, 4-6         | details |
| 08.                                 | 2009-06-20 | WTA Eastbourne    | gras          | Rennae Stubbs        | Akgul Amanmuradova Ai Sugiyama                     | 4-6, 3-6         | details |
| 09.                                 | 2009-07-05 | Wimbledon         | gras          | Rennae Stubbs        | Serena Williams Venus Williams                     | 6-7, 4-6         | details |
| 10.                                 | 2009-08-23 | WTA Toronto       | hardcourt     | Rennae Stubbs        | Nuria Llagostera Vives María José Martínez Sánchez | 6-2, 5-7, [9-11] | details |
| 11.                                 | 2010-03-20 | WTA Indian Wells  | hardcourt     | Nadja Petrova        | Květa Peschke Katarina Srebotnik                   | 6-4, 2-6, [5-10] | details |
| 12.                                 | 2010-04-04 | WTA Miami         | hardcourt     | Nadja Petrova        | Gisela Dulko Flavia Pennetta                       | 3-6, 6-4, [7-10] | details |
| 13.                                 | 2011-07-03 | Wimbledon         | gras          | Sabine Lisicki       | Květa Peschke Katarina Srebotnik                   | 3-6, 1-6         | details |
| 14.                                 | 2013-10-13 | WTA Japan (Osaka) | hardcourt     | Zhang Shuai          | Kristina Mladenovic Flavia Pennetta                | 4-6, 3-6         | details |
| 15.                                 | 2019-03-31 | WTA Miami         | hardcourt     | Zhang Shuai          | Elise Mertens Aryna Sabalenka                      | 6-7, 2-6         | details |
| gewonnen finales gemengd dubbelspel |            |                   |               |                      |                                                    |                  |         |
| 1.                                  | 2005-01-30 | Australian Open   | hardcourt     | Scott Draper         | Liezel Huber Kevin Ullyett                         | 6-2, 2-6, [10-6] | details |
| 2.                                  | 2008-07-06 | Wimbledon         | gras          | Bob Bryan            | Katarina Srebotnik Mike Bryan                      | 7-5, 6-4         | details |
| 3.                                  | 2014-07-06 | Wimbledon         | gras          | Nenad Zimonjić       | Chan Hao-ching Maks Mirni                          | 6-4, 6-2         | details |
| verloren finales gemengd dubbelspel |            |                   |               |                      |                                                    |                  |         |
| 1.                                  | 2021-02-20 | Australian Open   | hardcourt     | Matthew Ebden        | Barbora Krejčíková Rajeev Ram                      | 1-6, 4-6         | details |
| 2.                                  | 2022-07-07 | Wimbledon         | gras          | Matthew Ebden        | Desirae Krawczyk Neal Skupski                      | 4-6, 3-6         | details |

### Gewonnen ITF-toernooien enkelspel
| nr. | finale     | toernooi | dotatie  | ondergrond | tegenstandster in finale | score         |
| --- | ---------- | -------- | -------- | ---------- | ------------------------ | ------------- |
| 1.  | 2001-09-16 | Ibaraki  | $ 10.000 | hardcourt  | Nicole Kriz              | 6-0, 6-1      |
| 2.  | 2001-09-23 | Osaka    | $ 10.000 | hardcourt  | Beti Sekulovski          | 6-2, 3-6, 7-5 |
| 3.  | 2001-09-30 | Kioto    | $ 10.000 | tapijt (i) | Kim Jin-hee              | 6-1, 7-5      |
| 4.  | 2001-10-21 | Cairns   | $ 25.000 | hardcourt  | Bryanne Stewart          | 7-5, 6-4      |

### Gewonnen ITF-toernooien dubbelspel
| nr. | finale     | toernooi      | dotatie  | ondergrond | partner          | tegenstandsters in finale           | score         |
| --- | ---------- | ------------- | -------- | ---------- | ---------------- | ----------------------------------- | ------------- |
| 1.  | 2001-03-18 | Benalla       | $ 40.000 | gras       | Monique Adamczak | Debby Haak Jolanda Mens             | 6-3, 7-5      |
| 2.  | 2001-09-16 | Ibaraki       | $ 10.000 | hardcourt  | Melissa Dowse    | Beti Sekulovski Sarah Stone         | 6-4, 5-7, 6-2 |
| 3.  | 2001-09-23 | Osaka         | $ 10.000 | hardcourt  | Melissa Dowse    | Beti Sekulovski Sarah Stone         | 5-7, 6-3, 6-3 |
| 4.  | 2001-09-30 | Kioto         | $ 10.000 | tapijt (i) | Melissa Dowse    | Seiko Okamoto Nami Urabe            | 6-3, 3-6, 6-2 |
| 5.  | 2001-11-25 | Nuriootpa     | $ 25.000 | hardcourt  | Evie Dominikovic | Catherine Barclay Christina Wheeler | 6-1, 6-7, 6-4 |
| 6.  | 2001-12-02 | Mount Gambier | $ 25.000 | hardcourt  | Evie Dominikovic | Amanda Grahame Cindy Watson         | 6-4, 6-4      |
| 7.  | 2002-03-03 | Bendigo       | $ 25.000 | hardcourt  | Sarah Stone      | Trudi Musgrave Cindy Watson         | 6-4, 6-3      |
| 8.  | 2002-03-10 | Warrnambool   | $ 40.000 | gras       | Sarah Stone      | Amanda Augustus Claire Curran       | 6-0, 4-6, 6-3 |
| 9.  | 2002-06-23 | Lenzerheide   | $ 25.000 | gravel     | Nicole Sewell    | Leslie Butkiewicz Patty Van Acker   | 6-4, 6-3      |
| 10. | 2002-08-11 | Bath          | $ 10.000 | hardcourt  | Sarah Stone      | Asimina Kaplani Maria Pavlidou      | 6-4, 6-1      |
| 11. | 2002-11-03 | Dalby         | $ 25.000 | hardcourt  | Sarah Stone      | Evie Dominikovic Bryanne Stewart    | 6-3, 6-3      |

## Resultaten grote toernooien
| Legenda | Legenda                          |
| ------- | -------------------------------- |
| g.t.    | geen toernooi gehouden           |
| l.c.    | lagere categorie                 |
| –       | niet deelgenomen                 |
| G       | uitgeschakeld in de groepsfase   |
| 1R      | uitgeschakeld in de eerste ronde |
| 2R      | uitgeschakeld in de tweede ronde |
| 3R      | uitgeschakeld in de derde ronde  |
| 4R      | uitgeschakeld in de vierde ronde |
| KF      | uitgeschakeld in de kwartfinale  |
| HF      | uitgeschakeld in de halve finale |
| F       | de finale verloren               |
| W       | het toernooi gewonnen            |
| w-v     | winst/verlies-balans             |

### Enkelspel
| toernooi            | 2002 | 2003 | 2004 | 2005 | 2006 | 2007 | 2008 | 2009 | 2010 | 2011 | 2012 | 2013 | 2014 | 2015 | 2016 | 2017 | 2018 | 2019 | 2020 | 2021 | 2022 |
| ------------------- | ---- | ---- | ---- | ---- | ---- | ---- | ---- | ---- | ---- | ---- | ---- | ---- | ---- | ---- | ---- | ---- | ---- | ---- | ---- | ---- | ---- |
| grandslamtoernooien |      |      |      |      |      |      |      |      |      |      |      |      |      |      |      |      |      |      |      |      |      |
| Australian Open     | 1R   | 3R   | 2R   | 1R   | 4R   | 2R   | –    | 3R   | 4R   | 3R   | 1R   | 2R   | 3R   | 2R   | 1R   | 1R   | 1R   | 1R   | 1R   | 2R   | 2R   |
| Roland Garros       | –    | –    | 1R   | 2R   | 1R   | 3R   | 2R   | HF   | F    | 3R   | HF   | 3R   | 4R   | 3R   | HF   | 4R   | 3R   | 2R   | –    | –    | –    |
| Wimbledon           | –    | 1R   | 1R   | 1R   | 2R   | 2R   | 2R   | 3R   | 1R   | 1R   | 2R   | 3R   | 1R   | 3R   | 2R   | –    | 2R   | 1R   | g.t. | 1R   | –    |
| US Open             | –    | –    | 2R   | 1R   | 1R   | 1R   | 1R   | 2R   | KF   | W    | KF   | 1R   | 2R   | 4R   | 2R   | –    | 1R   | 1R   | –    | 1R   |      |
| Premier Mandatory   |      |      |      |      |      |      |      |      |      |      |      |      |      |      |      |      |      |      |      |      |      |
| Indian Wells        | –    | –    | 3R   | 3R   | 2R   | 2R   | –    | 2R   | HF   | 3R   | 3R   | KF   | 3R   | 4R   | 4R   | 2R   | 2R   | 1R   |      |      |      |
| Miami               | –    | –    | –    | 1R   | 2R   | 3R   | –    | KF   | KF   | 4R   | 4R   | –    | 3R   | 3R   | 2R   | 4R   | 1R   | 3R   |      |      |      |
| Madrid              | l.c. | l.c. | l.c. | l.c. | l.c. | l.c. | l.c. | 2R   | KF   | 3R   | KF   | 1R   | 3R   | 3R   | HF   | 3R   | 2R   | –    |      |      |      |
| Peking              | l.c. | l.c. | l.c. | l.c. | l.c. | l.c. | l.c. | 1R   | 1R   | 2R   | 2R   | 1R   | HF   | 2R   | 1R   | 1R   | 1R   | –    |      |      |      |
| Premier Five        |      |      |      |      |      |      |      |      |      |      |      |      |      |      |      |      |      |      |      |      |      |
| Dubai/Doha          | l.c. | l.c. | l.c. | l.c. | l.c. | l.c. | l.c. | 2R   | 1R   | KF   | F    | KF   | 2R   | 2R   | –    | 2R   | 2R   | –    |      |      |      |
| Rome                | –    | –    | –    | 2R   | 2R   | 3R   | 2R   | 1R   | –    | F    | 3R   | KF   | 3R   | 1R   | 2R   | 1R   | 1R   | –    |      |      |      |
| Montréal/Toronto    | –    | –    | –    | –    | –    | –    | –    | KF   | –    | F    | 3R   | 3R   | 2R   | 1R   | 2R   | –    | –    | –    |      |      |      |
| Cincinnati          | l.c. | l.c. | l.c. | l.c. | l.c. | l.c. | l.c. | –    | –    | KF   | KF   | 3R   | 2R   | 1R   | 2R   | –    | –    | –    |      |      |      |
| Tokio/Wuhan         | –    | –    | –    | –    | KF   | KF   | –    | 2R   | 2R   | 2R   | HF   | 3R   | 1R   | 1R   | 1R   | 1R   | 1R   | 1R   |      |      |      |
| olympisch           |      |      |      |      |      |      |      |      |      |      |      |      |      |      |      |      |      |      |      |      |      |
| Olympische Spelen   | g.t. | g.t. | 1R   | g.t. | g.t. | g.t. | 2R   | g.t. | g.t. | g.t. | 1R   | g.t. | g.t. | g.t. | 3R   | g.t. | g.t. | g.t. | g.t. |      |      |
| statistieken        |      |      |      |      |      |      |      |      |      |      |      |      |      |      |      |      |      |      |      |      |      |
| titels per jaar     | 0    | 0    | 0    | 0    | 0    | 0    | 0    | 1    | 1    | 1    | 0    | 2    | 1    | 2    | 0    | 1    | 0    | 0    | 0    | 0    |      |
| eindejaarsranking   | 265  | 153  | 65   | 46   | 29   | 47   | 52   | 13   | 6    | 6    | 9    | 18   | 23   | 27   | 21   | 41   | 72   | 96   | 112  |      |      |

### Dubbelspel
| toernooi            | 2002 | 2003 | 2004 | 2005 | 2006 | 2007 | 2008 | 2009 | 2010 | 2011 | 2012 | 2013 | 2014 | 2015 | 2016 | 2017 | 2018 | 2019 | 2020 | 2021 | 2022 |
| ------------------- | ---- | ---- | ---- | ---- | ---- | ---- | ---- | ---- | ---- | ---- | ---- | ---- | ---- | ---- | ---- | ---- | ---- | ---- | ---- | ---- | ---- |
| grandslamtoernooien |      |      |      |      |      |      |      |      |      |      |      |      |      |      |      |      |      |      |      |      |      |
| Australian Open     | 1R   | 1R   | 2R   | 2R   | F    | HF   | –    | 3R   | 1R   | –    | –    | 2R   | 2R   | 3R   | 2R   | 2R   | –    | W    | 1R   | 1R   | 2R   |
| Roland Garros       | –    | –    | 3R   | 3R   | W    | HF   | 3R   | 3R   | 3R   | –    | 1R   | 3R   | 1R   | 3R   | 1R   | 1R   | 2R   | KF   | –    | –    | 3R   |
| Wimbledon           | –    | 2R   | 2R   | HF   | 3R   | HF   | F    | F    | 3R   | F    | 2R   | 1R   | 3R   | 2R   | –    | –    | 1R   | 2R   | g.t. | 1R   | 1R   |
| US Open             | –    | 2R   | 3R   | W    | HF   | 3R   | F    | HF   | –    | 1R   | –    | 2R   | –    | 1R   | 2R   | –    | HF   | 1R   | –    | W    |      |
| Premier Mandatory   |      |      |      |      |      |      |      |      |      |      |      |      |      |      |      |      |      |      |      |      |      |
| Indian Wells        | –    | –    | –    | 1R   | W    | W    | –    | 2R   | F    | 2R   | KF   | 2R   | HF   | HF   | 1R   | 2R   | 1R   | 1R   |      |      |      |
| Miami               | –    | –    | –    | 2R   | W    | W    | –    | KF   | F    | –    | 2R   | –    | 1R   | 1R   | 2R   | 1R   | –    | F    |      |      |      |
| Madrid              | l.c. | l.c. | l.c. | l.c. | l.c. | l.c. | l.c. | HF   | 2R   | 2R   | 2R   | –    | 2R   | –    | –    | 2R   | –    | KF   |      |      |      |
| Peking              | l.c. | l.c. | l.c. | l.c. | l.c. | l.c. | l.c. | 2R   | –    | –    | 1R   | 1R   | 1R   | 1R   | –    | –    | –    | 2R   |      |      |      |
| Premier Five        |      |      |      |      |      |      |      |      |      |      |      |      |      |      |      |      |      |      |      |      |      |
| Dubai/Doha          | l.c. | l.c. | l.c. | l.c. | l.c. | l.c. | l.c. | HF   | HF   | KF   | 1R   | KF   | –    | 2R   | –    | –    | –    | –    |      |      |      |
| Rome                | –    | –    | –    | 1R   | 2R   | 2R   | 2R   | 2R   | –    | –    | –    | 2R   | 1R   | 2R   | –    | 1R   | –    | KF   |      |      |      |
| Montréal/Toronto    | –    | –    | –    | –    | –    | –    | –    | F    | –    | –    | –    | –    | 1R   | –    | KF   | –    | –    | –    |      |      |      |
| Cincinnati          | l.c. | l.c. | l.c. | l.c. | l.c. | l.c. | l.c. | –    | –    | –    | –    | –    | –    | –    | –    | –    | –    | –    |      |      |      |
| Tokio/Wuhan         | –    | –    | –    | –    | W    | W    | F    | 1R   | –    | –    | –    | –    | –    | 1R   | –    | –    | –    | 2R   |      |      |      |
| olympisch           |      |      |      |      |      |      |      |      |      |      |      |      |      |      |      |      |      |      |      |      |      |
| Olympische Spelen   | g.t. | g.t. | 1R   | g.t. | g.t. | g.t. | 2R   | g.t. | g.t. | g.t. | 1R   | g.t. | g.t. | g.t. | 1R   | g.t. | g.t. | g.t. | g.t. |      |      |
| statistieken        |      |      |      |      |      |      |      |      |      |      |      |      |      |      |      |      |      |      |      |      |      |
| titels per jaar     | 0    | 0    | 0    | 7    | 10   | 5    | 0    | 0    | 0    | 1    | 0    | 1    | 0    | 0    | 0    | 0    | 1    | 1    | 0    | 1    |      |
| eindejaarsranking   | 131  | 141  | 53   | 2    | 1    | 5    | 14   | 7    | 35   | 33   | 107  | 47   | 67   | 62   | 124  | 98   | 69   | 12   | 31   |      |      |

### Gemengd dubbelspel
| Australian Open | 1R | W  | HF | KF | –  | –  | –  | –  | 1R | – | 2R | HF | 2R | 2R | 2R   | F  | 2R |
| Roland Garros   | –  | HF | –  | –  | –  | –  | –  | –  | –  | – | –  | –  | –  | –  | g.t. | –  | KF |
| Wimbledon       | –  | KF | KF | 3R | W  | KF | 3R | 1R | –  | W | 1R | –  | 1R | 1R | g.t. | 2R | F  |
| US Open         | –  | KF | 1R | –  | 2R | –  | –  | –  | –  | – | –  | –  | –  | HF | g.t. | 1R |    |